# 日本ペット&アニマル専門学校
日本ペット＆アニマル専門学校（にほんペットアニマルせんもんがっこう）は、東京都板橋区にある私立の専門学校。運営母体は、学校法人タイケン学園。

## 科目
- ペットビューティー・ケア科
  - 動物看護・リハビリテーション専攻
  - トリマー専攻
  - ドッグトレーニング専攻
- 動物飼育科
- 水族館・ドルフィントレーナー科

## 関連人物
- 柴岡三千夫 学長兼学校法人タイケン学園グループ理事長